# Tino Thömel
Tino Thömel (Berlim, Alemanha, 6 de junho de 1988) é um ciclista alemão que foi profissional entre 2011 e 2018.

## Palmarés
- 2010 (como amador)[1]
- Grande Prêmio de Frankfurt sub-23
  - 1 etapa do Tour de Berlim

- 2011
  - 1 etapa do Volta à Normandia
  - 2 etapas da Tour da Grécia
  - 1 etapa do Szlakiem Grodów Piastowskich
  - 1 etapa do Oberösterreichrundfahrt

- 2012
  - 1 etapa do Szlakiem Grodów Piastowskich

- 2013
  - 1 etapa do Volta à Normandia
- Tour de Loir-et-Cher, mais 3 etapas
  - 1 etapa do Szlakiem Grodów Piastowskich

- 2014
  - 1 etapa do Tour da China I

- 2015
  - 1 etapa do Tour de Taiwan
  - 1 etapa do Tour da Coreia
  - 1 etapa do Tour de Hainan
  - 1 etapa do Tour de Yancheng

- 2016
  - 1 etapa do Tour da China II

- 2017
  - 1 etapa do Tour da Ucrânia[2]